# Elmurat Tasmuradov
Elmurat Tasmuradov (12 de diciembre de 1991) es un deportista uzbeco que compite en lucha grecorromana.
Participó en dos Juegos Olímpicos de Verano, obteniendo una medalla de bronce en Río de Janeiro 2016, en la categoría de 59 kg, y el 16.º lugar en Londres 2012.
Ganó tres medallas en el Campeonato Mundial de Lucha entre los años 2013 y 2018, y cinco medallas en el Campeonato Asiático de Lucha entre los años 2012 y 2018.

## Palmarés internacional
| Juegos Olímpicos    | Juegos Olímpicos        | Juegos Olímpicos  | Juegos Olímpicos |
| Año                 | Lugar                   | Medalla           | Categoría        |
| ------------------- | ----------------------- | ----------------- | ---------------- |
| 2016                | Río de Janeiro (Brasil) | Medalla de bronce | 59 kg            |
| Campeonato Mundial  |                         |                   |                  |
| Año                 | Lugar                   | Medalla           | Categoría        |
| 2013                | Budapest (Hungría)      | Medalla de bronce | 60 kg            |
| 2014                | Taskent (Uzbekistán)    | Medalla de bronce | 59 kg            |
| 2018                | Budapest (Hungría)      | Medalla de plata  | 63 kg            |
| Campeonato Asiático |                         |                   |                  |
| Año                 | Lugar                   | Medalla           | Categoría        |
| 2012                | Gumi (Corea del Sur)    | Medalla de plata  | 55 kg            |
| 2013                | Nueva Delhi (India)     | Medalla de oro    | 60 kg            |
| 2014                | Astaná (Kazajistán)     | Medalla de oro    | 59 kg            |
| 2015                | Doha (Catar)            | Medalla de oro    | 59 kg            |
| 2018                | Biskek (Kirguistán)     | Medalla de oro    | 63 kg            |